# Retrato de un orfebre
Retrato de un orfebre, Retrato de un joyero,  Retrato de hombre con gorro azul, Hombre del chaperón azul, Hombre del turbante azul u Hombre con anillo es una pequeña tabla al óleo del pintor primitivo flamenco Jan van Eyck. En ella se retrata a un hombre no identificado. Los artistas de este periodo no solían titular sus obras, por lo que a lo largo de los años a este obra se le han dado varios títulos genéricos. Durante muchos años la sortija se interpretó como algo relacionado con su profesión, aunque hoy día se cree que puede ser un emblema de esponsales, por lo que se le da al cuadro nombres que hacen referencia al sombrero o a su color.  La pintura, que solo mide 22,5 cm x 16,6 cm con marco, se encargó y completó alrededor de 1430. Contiene un número de elementos típicos de los retratos seculares de Van Eyck, incluyendo un ligero sobredimensionamiento de la cabeza, fondo oscuro y plano, máxima atención a los pequeños detalles y texturas de la cara del hombre, y dispositivos ilusionistas.
La pintura fue atribuida a Van Eyck a finales del siglo XIX, algo con lo que no estaban de acuerdo algunos historiadores de arte hasta 1991 cuando una limpieza y un análisis infrarrojo revelaron un dibujo subyacente y métodos de tratamiento del óleo que eran sin lugar a dudas de Van Eyck. Antes de 1948, la tabla estaba en el Museo Nacional Brukenthal de Sibiu, Rumanía y ese año el nuevo régimen comunista la llevó junto con otras al Museo Nacional de Arte de Rumanía en Bucarest y regresó a Sibiu cuando esta ciudad fue Capital Europea de la Cultura en 2007.

## Descripción
El hombre se muestra en un encuadre de tres cuartos con su rostro iluminado por la luz que cae desde la izquierda. Esta técnica proporciona dos contrastes sorpresivos de luz y sombra y llama la atención del espectador hacia el rostro del retratado. El personaje tiene ojos marrones, y si bien su expresión es impasible hay trazas de melancolía, especialmente en el gesto caído de su boca. Es evidentemente un miembro de la nobleza: muy bien vestido con un gabán marrón de piel y una camisa negra. Su tocado, un capirón o chaperón, tiene dos alas caídas sobre los hombros del hombre que se extienden hasta el pecho. Los bordes de la tela del tocado tienen un aspecto desgarrado, mostrando un color azul brillante e intenso por el uso del pigmento extraído del lapislázuli para darle su intensa tonalidad. El chaperón es similar al de Retrato de hombre con turbante o al que lleva uno de los señores del fondo de Virgen del canciller Rolin. Este tipo de tocados empezarían a pasar de moda a mediados de los años 1430, lo cual permite datar mejor la pintura.
No se sabe si la sortija que sostiene en la mano derecha pretende indicar que se trataba de un joyero u orfebre, como se había pensado previamente al análisis de Erwin Panofsky a mediados del siglo XX, o bien si la pintura fue encargada como retrato de petición de mano. Esta última teoría se reforzaría por las pequeñas dimensiones del cuadro, que sería así fácilmente transportable.
Tiene una ligera barba, de uno o dos días, una característica común en retratos masculinos de Van Eyck, donde el modelo está a menudo sin afeitar, o según Lorne Campbell, de The National Gallery, "más que ineficientemente afeitado". El historiador del arte Till-Holger Borchert elogia al pintor por reflejar la barba incipiente "con precisión laboriosa; en absoluto idealizada". Sin embargo, es interesante considerarlo un retrato idealizado en el contexto de un retrato de esponsales, donde la familia de la novia destinataria muy probablemente no conocía al hombre y dependían exclusivamente del retrato para tener una idea de sus medios y apariencia. Carol Richardson observa que la representación no idealizada habría sido una novedad y una sorpresa significativa en la época, y que, con la habilidad evidente del pintor, la verosimilitud habría dado peso y credibilidad al personaje.

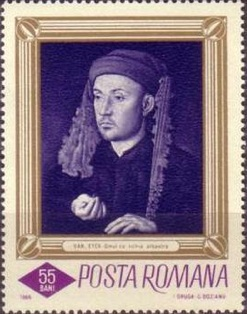
Sello rumano de 1966.

El panel contiene dos elementos figurativos: la sortija y su mano derecha parecen proyectarse fuera de la pintura, mientras que los dedos de su mano derecha, descritos minuciosamente, parecen ocultar lo que habría sido el borde inferior del marco original, ahora perdido.

## Atribución
La pintura no está firmada ni datada por Van Eyck, que colocaba tal información en los marcos y este se perdió. Curiosamente el cuadro lleva una imitación de la firma "AD" asociada con Alberto Durero en la parte superior derecha, supuestamente añadida en 1492. Es un falso añadido posterior por una mano desconocida y por razones desconocidas. Al trabajo se le dio su atribución actual en el siglo XIX y se exhibió como tal en la Exposición de los Primitivos Flamencos de Brujas en 1902. Pero no todos los historiadores estaban de acuerdo en su autoría.
Max Friedländer y Georges Hulin de Loo, estaban convencidos y defendían que era de Van Eyck, entre otros factores porque vieron mucha semejanza con Léal Souvenir de 1432. Friedländer refutó las afirmaciones de Karl Voll de que el panel se completara en la década de 1490 por un seguidor. Voll posteriormente se convenció de que el trabajo sí era originario de principios de los años 1430, aunque seguía convencido de que no era de Van Eyck. Su opinión fue compartida, unos treinta años más tarde, por Panofsky, que vio enflaquecimiento en un retrato que creía irreconciliable con tan habilidoso y completo pintor. Gracias a un examen infrarrojo durante una restauración en 1991 se distinguió un dibujo subyacente y un uso de las pinturas muy similares al método de Van Eyck. Es el retrato más antiguo conservado del maestro.